# Emigración

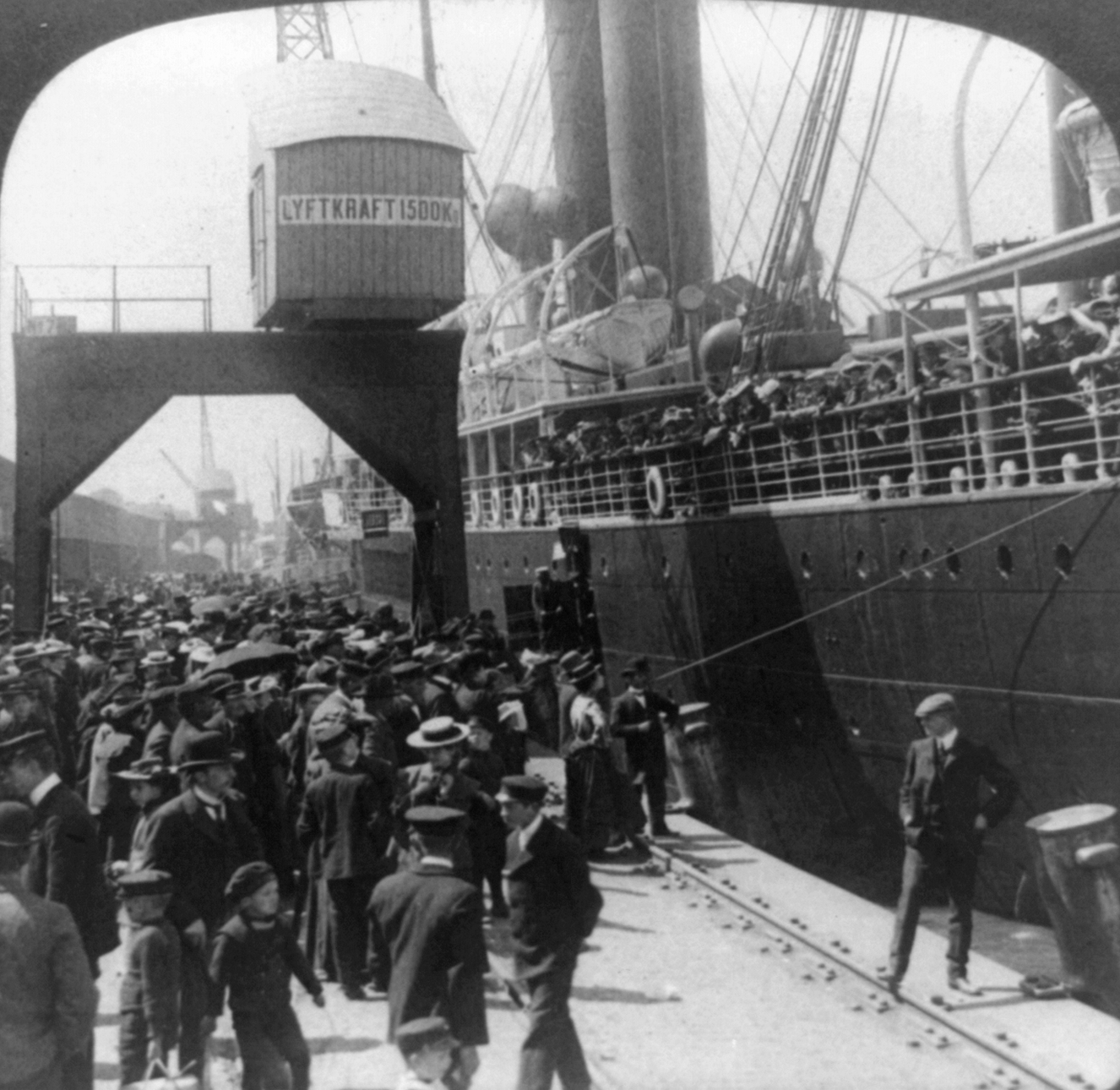
Emigrantes suecos embarcando en Gotemburgo en 1905 con destino a los Estados Unidos.

La emigración consiste en dejar el país o lugar de origen para establecerse en otro país, especialmente por causas económicas o sociales. Forma parte del concepto más amplio de las migraciones de población, las cuales abarcan tanto la emigración (salida de personas de un país  para establecerse en otro país) como la inmigración (personas llegadas de otras partes).  Podría decirse que la emigración termina donde comienza la inmigración. Los países que registran más inmigración en la actualidad son los pertenecientes al denominado Primer Mundo o países desarrollados, aunque en épocas anteriores, fueron las personas del Primer Mundo quienes emigraron a países del Tercer Mundo buscando una mejor calidad de vida, debido al conflicto y pobreza en la que estaban esos países y mucho antes, los africanos y asiáticos que durante siglos y hasta miles de años, buscaron nuevos lugares de otros continentes donde establecerse.
La emigración ha existido siempre a lo largo de la historia de la humanidad. Cada vez que un grupo humano, bien por razones climáticas, bien por factores económicos, políticos o sociales, se ha visto en la necesidad de trasladarse de su lugar de origen para afincarse en uno nuevo, está produciéndose una emigración.
La emigración es un fenómeno social en el cual un grupo de personas se siente motivado a moverse hacia un nuevo lugar (país, región o ciudad), en busca de una vida mejor y de mayores posibilidades de desarrollo a nivel personal, familiar o profesional, así como económico y social.
Las emigraciones pueden ocurrir dentro de un mismo país, al desplazarnos de una ciudad a otra o de una región a otra, o entre distintos países e, incluso, continentes. Por lo general, los destinos elegidos para la emigración suelen ser lugares con mejores condiciones de vida.
Asimismo, es de destacar que la emigración también puede darse en animales y plantas que emigran impulsados por otro tipo de factores, como el cambio de estación, la disponibilidad de alimento, o para la reproducción.

## Historia

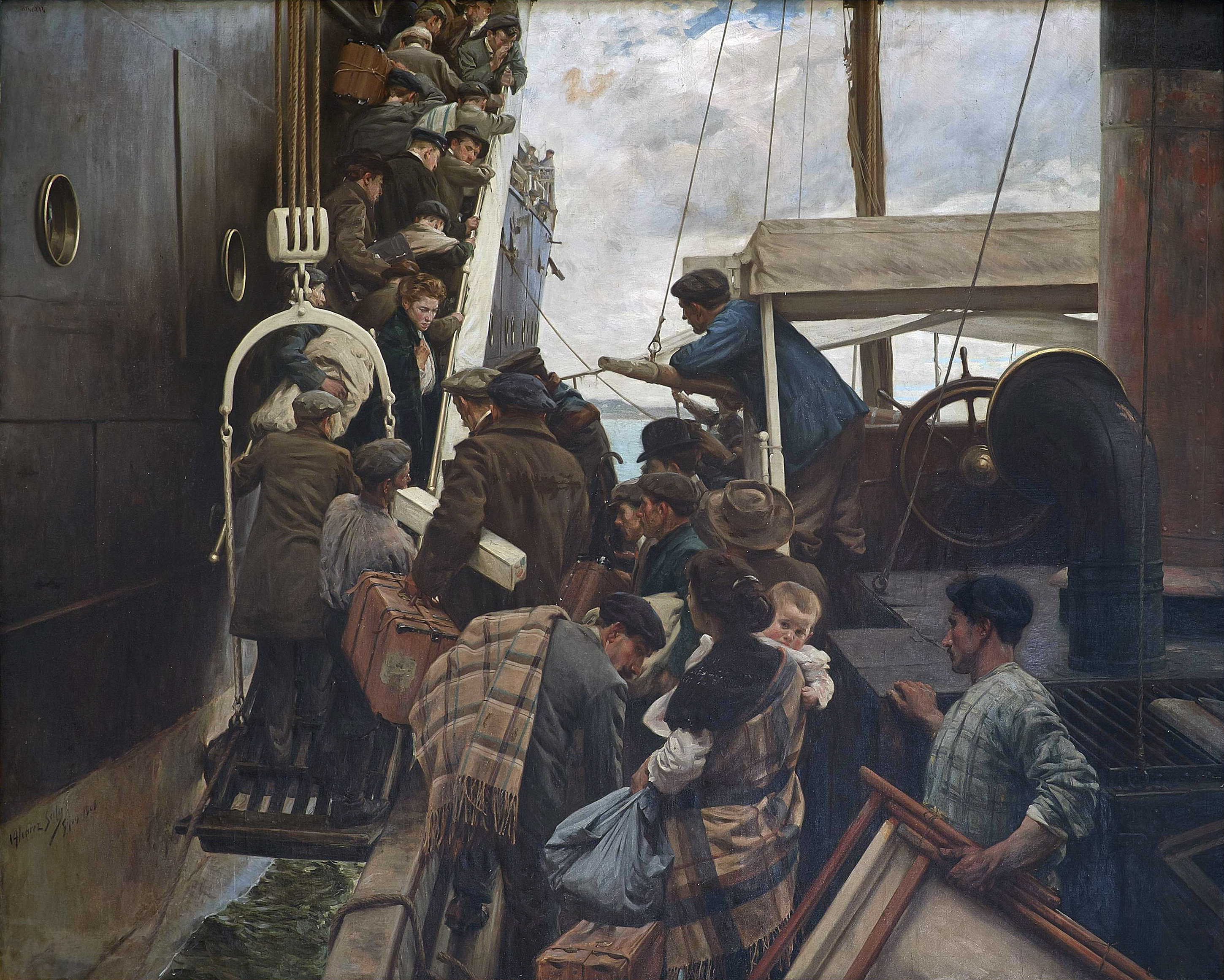
Emigrantes, por Ventura Álvarez Sala (1908).

Casi toda la historia de la humanidad es la historia de las emigraciones. Suponiendo que el Homo erectus haya aparecido en África, el resto de la población mundial es descendiente de emigrantes.
Las emigraciones masivas recientes reflejan uno de los problemas más graves que enfrenta hoy la humanidad y que se refiere a la desigualdad de la población desde épocas muy antiguas desde los puntos de vista indicados. Como señaló el geógrafo francés Pierre George en su obra Geografía de la Población: La fuente de desigualdad más inevitable (ineluctable en el original) entre los hombres es su lugar de nacimiento ().
Las religiones suelen dar una explicación de muchos movimientos generales de población de un lugar a otro. Por ejemplo, la tradición judeocristiana nos habla en los primeros libros del Pentateuco (los 5 libros del Antiguo Testamento) de la expulsión de Adán y Eva del Paraíso Terrenal (en el Génesis), lo que podría considerarse como la primera emigración en la historia de la humanidad, y también hace referencia a la Huida de Egipto del pueblo judío en el Éxodo que, dirigida por Moisés, emigró en busca de la Tierra Prometida.
En la Edad Antigua se realizaron muchas emigraciones masivas por razones religiosas o por guerras entre pueblos de religión y/o cultura diferentes.
Y en la Edad Moderna, muchas de las emigraciones más o menos masivas obedecieron a expulsiones por motivos religiosos, como la expulsión de los judíos sefarditas y de los moriscos en el reino de España.
Por su parte, la religión musulmana comienza con la Hégira o huida de Mahoma el año 622 de nuestra Era (precisamente, la palabra Hégira en árabe significa emigración en español). Y la expansión musulmana se debió, fundamentalmente, a la prédica de la Guerra Santa por parte de los sultanes musulmanes, involucrando esta expansión a millones de personas en Asia, África y Europa.
Los factores demográficos y económicos, como la pobreza de muchos jóvenes que buscan trabajo, siguen siendo actualmente causantes de la emigración masiva, desde países económicamente pobres hacia países con mejores niveles de vida y de riqueza material.En los últimos años varios países europeos han cerrado sus fronteras marítimas a los emigrantes procedentes de países africanos.Por lo que aumentó significativamente la emigración por la Ruta Canaria hacia España, que ya es oficialmente la ruta más mortífera del mundo para los emigrantes.

### Otros procesos históricos

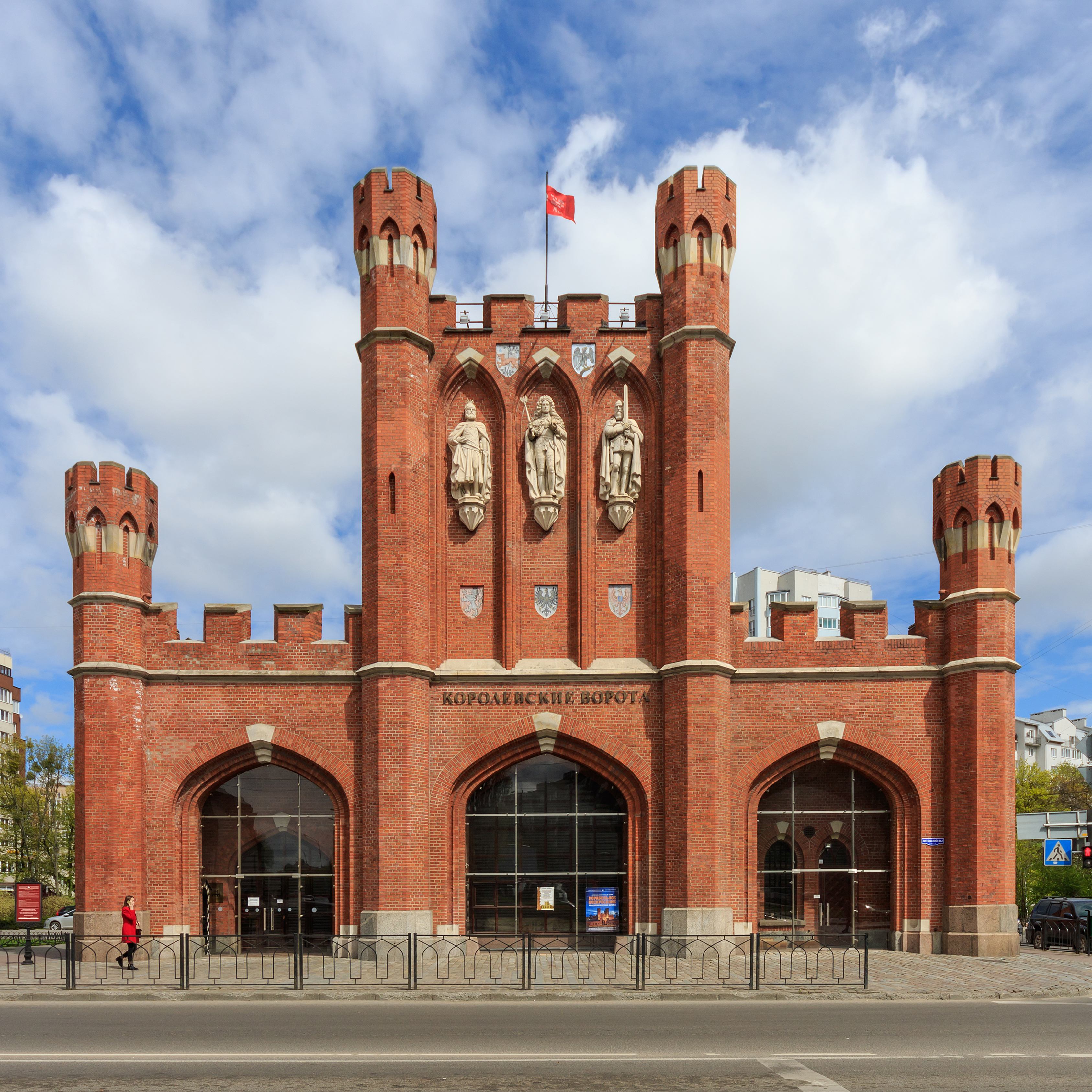
Puerta Real de Königsberg, actual Kaliningrado.

Muchos fenómenos históricos están estrechamente ligados con la emigración:
- Guerras. Los ejemplos de la guerra civil española (1936-1939) y de la Segunda Guerra Mundial (1939-1945) son muy claros en este sentido y dieron origen a grandes emigraciones de España y otros países europeos hacia otros países de otros continentes, principalmente, a los países americanos. Como es sabido, la Segunda Guerra Mundial ocasionó el desplazamiento (en su mayor parte, forzoso) de millones de personas. La historia de Königsberg, que era la capital de la Prusia Oriental en Alemania hasta 1945 constituye un caso típico de estos desplazamientos: una ciudad alemana, patria chica del filósofo Inmanuel Kant pasó a ser en breve tiempo una ciudad rusa con el nombre actual de Kaliningrado, y la mayor parte de la población de habla alemana tuvo que emigrar, murió, o fue expulsada, siendo rápidamente sustituida por población procedente de la Unión Soviética, principalmente de Rusia.

- Conquistas, invasiones y descubrimientos. En muchos casos, estos hechos históricos están estrechamente relacionados con las guerras. Todos estos procesos históricos involucran procesos migratorios. Desde el punto de vista de la población emigrante ha venido ocasionando en el caso de los países europeos, por ejemplo, en España, una verdadera despoblación, sobre todo en la Meseta Central de este país.

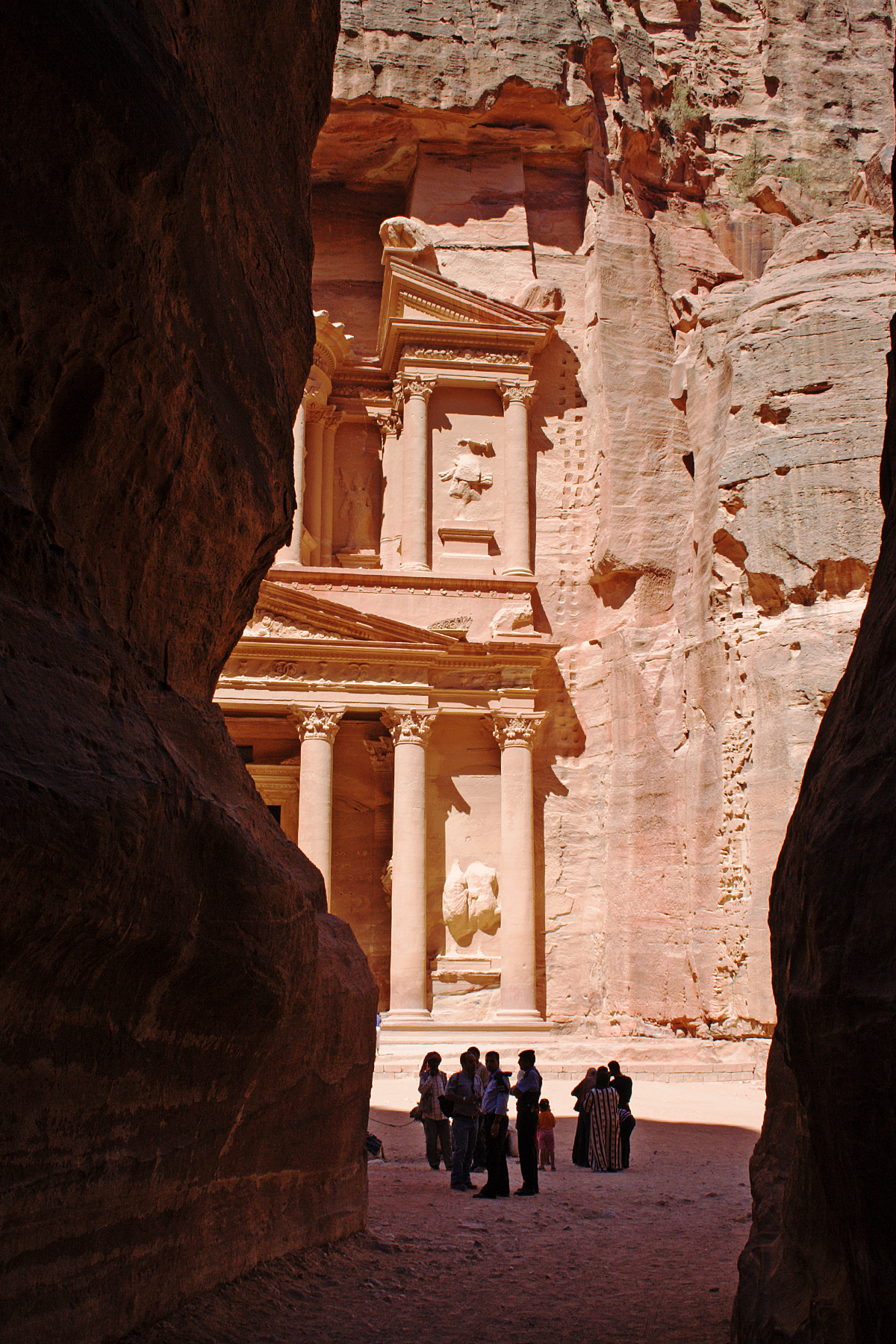
Salida de Petra por el desfiladero del Siq.

- Problemas medioambientales (terremotos, cambio en el curso de los ríos, agotamiento de los manantiales de agua, etc.)

El ejemplo de la ciudad de Petra es emblemático en este sentido. En esta ciudad, que llegó a tener una importancia considerable en la Edad Antigua (siglos VII a. C. a siglo VIII d. C.), se fueron agotando los manantiales que surtían sus necesidades de agua potable (el torrente o rambla del Siq), sufrió varios terremotos y la ciudad se convirtió en una población fantasma, proceso que se vio acelerado por la decadencia de la ruta comercial en la que Petra constituía una escala obligada. Así, la población de Petra fue redescubierta mucho después, en 1812.
En Venezuela, la población originalmente establecida en la ciudad de Trujillo tuvo que abandonarla en varias ocasiones y emigrar a otros sitios próximos durante el siglo XVI, por causa de los terremotos que ocurrieron entonces, hasta el punto de que se le llegó a denominar la Ciudad Portátil antes de establecerse en el sitio actual.
En los Estados Unidos, la Conquista del Oeste dio origen a una emigración creciente tanto de la población de la costa atlántica como de inmigrantes llegados del continente europeo (Irlanda, Alemania, Suecia, etc.). Y en una fecha posterior después de la guerra de Secesión, la emigración interna de los estados del sur hacia el Norte buscando mejores fuentes de trabajo durante la primera mitad del siglo XX, se invirtió durante la segunda mitad del mismo, buscando un mejor clima, fenómeno que ha sido descrito como la atracción del cinturón del Sol, desde California hasta Florida. Y en Europa se ha visto recientemente una emigración de los países centrales y nórdicos hacia los países meridionales, especialmente en lo que se refiere a personas jubiladas que buscan también un mejor clima.
- Viajes comerciales. Ya desde la Edad Antigua, el desarrollo de la navegación, sobre todo en el Mar Mediterráneo, incidió en grandes desplazamientos de personas, que emigraban de su puerto de origen para establecerse en nuevas áreas costeras donde fundaban nuevas ciudades o se establecían en otras ciudades ya existentes. Las nuevas ciudades servían de enlaces portuarios a los viajeros y comerciantes con sus productos, que procedían de las civilizaciones del Mediterráneo oriental. Así tenemos que los fenicios se establecieron en Cartago, Gades (Cádiz), Malaka (Málaga), y muchas otras poblaciones del Mediterráneo Occidental, así como los griegos comerciaban con poblaciones de la península ibérica ya existentes o fundadas por ellos mismos, como Ampurias, Denia, e incluso en la península itálica, como es el caso de Nápoles, cuyo nombre original (Nea Polis) significa Ciudad Nueva en griego. Inclusive, la parte meridional de la península italiana se llamaba en un principio la Magna Grecia. A su vez, los cartagineses también se establecieron en otras partes: la ciudad de Cartagena (Qart Hadasht en púnico), en la España actual, significa Nueva Cartago. Y sobre todo los romanos crearon un Imperio muy extenso y fueron estableciendo y fundando ciudades a donde acudían emigrantes de todas partes. Como ejemplo podrían señalarse los centenares de ciudades fundadas en la península ibérica: Tarragona (Tarraco), Barcelona (Barcino), Valencia (Valentia), Sevilla (Hispalis), Huesca (Osca), Mérida (Emérita Augusta), Astorga (Asturica Augusta) y muchísimas más. Así, el desarrollo del Imperio Romano durante la Edad Antigua significó el desplazamiento o emigración de varios millones de personas, incluyendo tanto militares, como campesinos y familias enteras.
- Colonización. El colonialismo estuvo en el pasado, tanto en la Edad Antigua como en la Moderna y Contemporánea, unido estrechamente relacionado con el proceso anterior del desarrollo del comercio, hasta el punto de que en muchos casos, se trató de procesos similares o paralelos y no existía una clara diferenciación entre ellos.
- Exilio (emigración por motivos políticos)

El Día Internacional del Migrante se celebra el 18 de diciembre, desde su instauración en el año 2000 por la Asamblea General de las Naciones Unidas.

## Estado, nación y emigración
Un Estado es una institución jurídico administrativa que ejerce la soberanía en un territorio determinado, mientras que una nación es una comunidad de personas que se identifican en torno a unos valores comunes de tipo cultural, histórico y, más que todo, a un sentido de pertenencia a un país determinado, teniendo este último concepto, un sentido amplio, en parte desligado del concepto de Estado. Es por ello que existen estados nacionales en los que los territorios del Estado y de la nación son los mismos, estados multinacionales en los que la soberanía del Estado se ejerce sobre territorios en los que coexisten distintas naciones o nacionalidades y, por último, naciones divididas en varios estados, como eran antes Yugoslavia y la Unión Soviética o como lo son ahora los dos estados coreanos: Corea del Norte y del Sur o como los dos estados chinos (China y Taiwán).
De estos conceptos surge la idea de que se emigra de un Estado pero la nación se lleva a cuestas y forma parte del bagaje que acompaña al emigrante; bagaje que va disminuyendo o transformándose con el tiempo, especialmente si se emigra a un país más desarrollado y se consigue un nivel de vida superior al que se tenía en la patria original. Cuando el emigrante se convierte en exiliado, no suele aceptar de buena gana su condición porque se trata de una emigración forzada y no voluntaria.